# Grand Prix moto du Portugal 2024
Le Grand Prix moto du Portugal 2024 est la deuxième manche du championnat du monde de vitesse moto 2024  la première du Championnat du monde MotoE 2024.
Cette 19e édition du Grand Prix moto du Portugal s'est déroulée du 22 mars au 24 mars sur l'Autódromo Internacional do Algarve.

## Classements MotoGP

### Course sprint
| Pos.                                                                     | No. | Pilote                | Equipe                            | Constructeur | Tours | Temps/Ecarts    | Grille | Points |
| ------------------------------------------------------------------------ | --- | --------------------- | --------------------------------- | ------------ | ----- | --------------- | ------ | ------ |
| 1                                                                        | 12  | Maverick Viñales      | Aprilia Racing                    | Aprilia      | 12    | 19 min 49 s 636 | 2      | 12     |
| 2                                                                        | 93  | Marc Marquez          | Gresini Racing MotoGP             | Ducati       | 12    | + 1 s 039       | 8      | 9      |
| 3                                                                        | 89  | Jorge Martin          | Prima Pramac Racing               | Ducati       | 12    | + 1 s 122       | 3      | 7      |
| 4                                                                        | 1   | Francesco Bagnaia     | Ducati Lenovo Team                | Ducati       | 12    | + 4 s 155       | 4      | 6      |
| 5                                                                        | 43  | Jack Miller           | Red Bull KTM Factory Racing       | KTM          | 12    | + 4 s 329       | 5      | 5      |
| 6                                                                        | 23  | Enea Bastianini       | Ducati Lenovo Team                | Ducati       | 12    | + 4 s 384       | 1      | 4      |
| 7                                                                        | 31  | Pedro Acosta          | Red Bull GasGas Tech3             | KTM          | 12    | + 5 s 088       | 7      | 3      |
| 8                                                                        | 41  | Aleix Espargaro       | Aprilia Racing                    | Aprilia      | 12    | + 6 s 161       | 13     | 2      |
| 9                                                                        | 20  | Fabio Quartararo      | Monster Energy Yamaha MotoGP      | Yamaha       | 12    | + 7 s 501       | 9      | 1      |
| 10                                                                       | 25  | Raúl Fernández        | Trackhouse Racing                 | Aprilia      | 12    | + 8 s 484       | 16     |        |
| 11                                                                       | 72  | Marco Bezzecchi       | Pertamina Enduro VR46 Racing Team | Ducati       | 12    | + 9 s 529       | 6      |        |
| 12                                                                       | 88  | Miguel Oliveira       | Trackhouse Racing                 | Aprilia      | 12    | + 10 s 519      | 15     |        |
| 13                                                                       | 73  | Alex Marquez          | Gresini Racing MotoGP             | Ducati       | 12    | + 11 s 458      | 12     |        |
| 14                                                                       | 36  | Joan Mir              | Repsol Honda Team                 | Honda        | 12    | + 14 s 035      | 20     |        |
| 15                                                                       | 37  | Augusto Fernandez     | Red Bull GasGas Tech3             | KTM          | 12    | + 14 s 853      | 18     |        |
| 16                                                                       | 21  | Franco Morbidelli     | Prima Pramac Racing               | Ducati       | 12    | + 16 s 049      | 17     |        |
| 17                                                                       | 30  | Takaaki Nakagami      | Idemitsu Honda LCR                | Honda        | 12    | + 16 s 398      | 21     |        |
| 18                                                                       | 10  | Luca Marini           | Repsol Honda Team                 | Honda        | 12    | + 24 s 907      | 22     |        |
| Ab.                                                                      | 5   | Johann Zarco          | Castrol Honda LCR                 | Honda        | 5     | Abandon         | 19     |        |
| Ab.                                                                      | 33  | Brad Binder           | Red Bull KTM Factory Racing       | KTM          | 3     | Chute           | 10     |        |
| Ab.                                                                      | 49  | Fabio Di Giannantonio | Pertamina Enduro VR46 Racing Team | Ducati       | 3     | Chute           | 14     |        |
| Ab.                                                                      | 42  | Alex Rins             | Monster Energy Yamaha MotoGP      | Yamaha       | 2     | Chute           | 11     |        |
| Meilleur tour du Sprint: Jorge Martin (Ducati) – 1 min 38 s 479 (tour 7) |     |                       |                                   |              |       |                 |        |        |
| Rapport officiel                                                         |     |                       |                                   |              |       |                 |        |        |

### Course principale
| Pos.                                                                         | No. | Pilote                | Equipe                            | Constructeur | Tours | Temps/Ecarts    | Grille | Points |
| ---------------------------------------------------------------------------- | --- | --------------------- | --------------------------------- | ------------ | ----- | --------------- | ------ | ------ |
| 1                                                                            | 89  | Jorge Martín          | Prima Pramac Racing               | Ducati       | 25    | 41 min 18 s 138 | 3      | 25     |
| 2                                                                            | 23  | Enea Bastianini       | Ducati Lenovo Team                | Ducati       | 25    | + 0 s 882       | 1      | 20     |
| 3                                                                            | 31  | Pedro Acosta          | Red Bull GasGas Tech3             | KTM          | 25    | + 5 s 362       | 7      | 16     |
| 4                                                                            | 33  | Brad Binder           | Red Bull KTM Factory Racing       | KTM          | 25    | + 11 s 129      | 10     | 13     |
| 5                                                                            | 43  | Jack Miller           | Red Bull KTM Factory Racing       | KTM          | 25    | + 16 s 437      | 5      | 11     |
| 6                                                                            | 72  | Marco Bezzecchi       | Pertamina Enduro VR46 Racing Team | Ducati       | 25    | + 19 s 403      | 6      | 10     |
| 7                                                                            | 20  | Fabio Quartararo      | Monster Energy Yamaha MotoGP      | Yamaha       | 25    | + 20 s 130      | 9      | 9      |
| 8                                                                            | 41  | Aleix Espargaró       | Aprilia Racing                    | Aprilia      | 25    | + 21 s 549      | 13     | 8      |
| 9                                                                            | 88  | Miguel Oliveira       | Trackhouse Racing                 | Aprilia      | 25    | + 23 s 929      | 15     | 7      |
| 10                                                                           | 49  | Fabio Di Giannantonio | Pertamina Enduro VR46 Racing Team | Ducati       | 25    | + 28 s 195      | 14     | 6      |
| 11                                                                           | 37  | Augusto Fernández     | Red Bull GasGas Tech3             | KTM          | 25    | + 28 s 244      | 18     | 5      |
| 12                                                                           | 36  | Joan Mir              | Repsol Honda Team                 | Honda        | 25    | + 29 s 271      | 20     | 4      |
| 13                                                                           | 42  | Álex Rins             | Monster Energy Yamaha MotoGP      | Yamaha       | 25    | + 31 s 334      | 11     | 3      |
| 14                                                                           | 30  | Takaaki Nakagami      | LCR Honda Idemitsu                | Honda        | 25    | + 34 s 932      | 21     | 2      |
| 15                                                                           | 5   | Johann Zarco          | LCR Honda Castrol                 | Honda        | 25    | + 38 s 267      | 19     | 1      |
| 16                                                                           | 93  | Marc Márquez          | Gresini Racing MotoGP             | Ducati       | 25    | + 40 s 174      | 8      |        |
| 17                                                                           | 10  | Luca Marini           | Repsol Honda Team                 | Honda        | 25    | + 40 s 775      | 22     |        |
| 18                                                                           | 21  | Franco Morbidelli     | Prima Pramac Racing               | Ducati       | 25    | + 52 s 362      | 17     |        |
| Ab.                                                                          | 12  | Maverick Viñales      | Aprilia Racing                    | Aprilia      | 24    | Chute           | 2      |        |
| Ab.                                                                          | 1   | Francesco Bagnaia     | Ducati Lenovo Team                | Ducati       | 23    | Abandon         | 4      |        |
| Ab.                                                                          | 73  | Álex Márquez          | Gresini Racing MotoGP             | Ducati       | 17    | Abandon         | 12     |        |
| Ab.                                                                          | 25  | Raúl Fernández        | Trackhouse Racing                 | Aprilia      | 3     | Chute           | 16     |        |
| Meilleur tour en course: Enea Bastianini (Ducati) – 1 min 38 s 685 (tour 21) |     |                       |                                   |              |       |                 |        |        |
| Rapport officiel                                                             |     |                       |                                   |              |       |                 |        |        |

## Classement Moto2
| Pos.                                                                             | No. | Pilote                  | Constructeur | Tours | Temps/Ecarts    | Grille | Points |
| -------------------------------------------------------------------------------- | --- | ----------------------- | ------------ | ----- | --------------- | ------ | ------ |
| 1                                                                                | 44  | Aron Canet              | Kalex        | 21    | 36 min 03 s 959 | 3      | 25     |
| 2                                                                                | 16  | Joe Roberts             | Kalex        | 21    | + 2 s 059       | 5      | 20     |
| 3                                                                                | 18  | Manuel González         | Kalex        | 21    | + 2 s 610       | 1      | 16     |
| 4                                                                                | 54  | Fermin Aldeguer         | Boscoscuro   | 21    | + 3 s 212       | 2      | 13     |
| 5                                                                                | 79  | Ai Ogura                | Boscoscuro   | 21    | + 3 s 728       | 7      | 11     |
| 6                                                                                | 3   | Sergio Garcia           | Boscoscuro   | 21    | + 6 s 716       | 8      | 10     |
| 7                                                                                | 13  | Celestino Vietti        | Kalex        | 21    | + 7 s 288       | 14     | 9      |
| 8                                                                                | 75  | Albert Arenas           | Kalex        | 21    | + 7 s 663       | 6      | 8      |
| 9                                                                                | 24  | Marcos Ramirez          | Kalex        | 21    | + 7 s 758       | 11     | 7      |
| 10                                                                               | 35  | Somkiat Chantra         | Kalex        | 21    | + 8 s 728       | 9      | 6      |
| 11                                                                               | 52  | Jeremy Alcoba           | Kalex        | 21    | + 8 s 913       | 10     | 5      |
| 12                                                                               | 14  | Tony Arbolino           | Kalex        | 21    | + 10 s 072      | 12     | 4      |
| 13                                                                               | 7   | Barry Baltus            | Kalex        | 21    | + 10 s 707      | 16     | 3      |
| 14                                                                               | 81  | Senna Agius             | Kalex        | 21    | + 16 s 739      | 13     | 2      |
| 15                                                                               | 15  | Darryn Binder           | Kalex        | 21    | + 17 s 945      | 20     | 1      |
| 16                                                                               | 64  | Bo Bendsneyder          | Kalex        | 21    | + 18 s 071      | 18     |        |
| 17                                                                               | 71  | Dennis Foggia           | Kalex        | 21    | + 21 s 666      | 15     |        |
| 18                                                                               | 10  | Diogo Moreira           | Kalex        | 21    | + 21 s 891      | 17     |        |
| 19                                                                               | 84  | Zonta Van Den Goorbergh | Kalex        | 21    | + 23 s 387      | 19     |        |
| 20                                                                               | 53  | Deniz Öncü              | Kalex        | 21    | + 26 s 523      | 25     |        |
| 21                                                                               | 5   | Jaume Masia             | Kalex        | 21    | + 33 s 994      | 23     |        |
| 22                                                                               | 28  | Izan Guevara            | Kalex        | 21    | + 41 s 234      | 22     |        |
| 23                                                                               | 34  | Mario Aji               | Kalex        | 21    | + 41 s 336      | 27     |        |
| 24                                                                               | 11  | Alex Escrig             | Forward      | 21    | + 55 s 477      | 24     |        |
| 25                                                                               | 21  | Alonso Lopez            | Boscoscuro   | 20    | + 1 tour        | 4      |        |
| Ab.                                                                              | 22  | Ayumu Sasaki            | Kalex        | 15    | Chute           | 21     |        |
| Ab.                                                                              | 20  | Xavi Cardelus           | Kalex        | 9     | Chute           | 26     |        |
| Meilleur tour en course: Fermin Aldeguer (Boscoscuro) – 1 min 42 s 221 (tour 11) |     |                         |              |       |                 |        |        |
| Rapport officiel                                                                 |     |                         |              |       |                 |        |        |

## Classement Moto3
| Pos.                                                                                | No. | Pilote              | Equipe                         | Tours | Temps/Ecarts     | Grille | Points |
| ----------------------------------------------------------------------------------- | --- | ------------------- | ------------------------------ | ----- | ---------------- | ------ | ------ |
| 1                                                                                   | 96  | Daniel Holgado      | Red Bull GASGAS Tech3          | 19    | 34 min 9 s 038   | 4      | 25     |
| 2                                                                                   | 99  | José Antonio Rueda  | Red Bull KTM Ajo               | 19    | + 0 s 024        | 1      | 20     |
| 3                                                                                   | 48  | Ivan Ortola         | MT Helmets - MSI               | 19    | + 0 s 820        | 7      | 16     |
| 4                                                                                   | 80  | David Alonso        | CFMOTO Aspar Team              | 19    | + 2 s 218        | 3      | 13     |
| 5                                                                                   | 66  | Joel Kelso          | BOE Motorsports                | 19    | + 2 s 346        | 2      | 11     |
| 6                                                                                   | 95  | Collin Veijer       | Liqui Moly Husqvarna Intact GP | 19    | + 2 s 263        | 6      | 10     |
| 7                                                                                   | 82  | Stefano Nepa        | LEVELUP - MTA                  | 19    | + 4 s 499        | 10     | 9      |
| 8                                                                                   | 78  | Joel Esteban        | CFMOTO Aspar Team              | 19    | + 5 s 430        | 11     | 8      |
| 9                                                                                   | 64  | David Muñoz         | BOE Motorsports                | 19    | + 16 s 018       | 13     | 7      |
| 10                                                                                  | 31  | Adrian Fernandez    | Leopard Racing                 | 19    | + 16 s 143       | 15     | 6      |
| 11                                                                                  | 12  | Jacob Roulstone     | Red Bull GASGAS Tech3          | 19    | + 16 s 213       | 14     | 5      |
| 12                                                                                  | 18  | Matteo Bertelle     | Rivacold Snipers Team          | 19    | + 16 s 757       | 12     | 4      |
| 13                                                                                  | 24  | Tatsuki Suzuki      | Liqui Moly Husqvarna Intact GP | 19    | + 20 s 682       | 20     | 3      |
| 14                                                                                  | 21  | Vincente Perez      | Red Bull KTM Ajo               | 19    | + 20 s 776       | 18     | 2      |
| 15                                                                                  | 19  | Scott Ogden         | MLav Racing                    | 19    | + 21 s 163       | 9      | 1      |
| 16                                                                                  | 10  | Nicola Carraro      | LEVELUP - MTA                  | 19    | + 21 s 172       | 16     |        |
| 17                                                                                  | 7   | Filippo Farioli     | SIC58 Squadra Corse            | 19    | + 23 s 285       | 8      |        |
| 18                                                                                  | 72  | Taiyo Furusato      | Honda Team Asia                | 19    | + 32 s 751       | 21     |        |
| 19                                                                                  | 70  | Joshua Whatley      | MLav Racing                    | 19    | + 38 s 600       | 22     |        |
| 20                                                                                  | 55  | Noah Dettwiller     | CIP Green Power                | 19    | + 42 s 061       | 26     |        |
| 21                                                                                  | 5   | Tatchakorn Buasri   | Honda Team Asia                | 19    | + 53 s 651       | 23     |        |
| 22                                                                                  | 71  | Hamad Al Sahouti    | Rivacold Snipers Team          | 19    | + 1 min 10 s 193 | 24     |        |
| 23                                                                                  | 58  | Luca Lunetta        | SIC58 Squadra Corse            | 19    | + 1 min 25 s 798 | 25     |        |
| Ab.                                                                                 | 54  | Riccardo Rossi (it) | CIP Green Power                | 14    | Chute            | 5      |        |
| Ab.                                                                                 | 6   | Ryusei Yamanaka     | MT Helmets - MSI               | 0     | Chute            | 17     |        |
| Ab.                                                                                 | 36  | Angel Piqueras      | Leopard Racing                 | 0     | Chute            | 19     |        |
| Meilleur tour en course: David Alonso (CFMOTO Aspar Team) – 1 min 46 s 985 (tour 6) |     |                     |                                |       |                  |        |        |
| Rapport officiel                                                                    |     |                     |                                |       |                  |        |        |

## Classement MotoE

### Course 1
| Pos                                                                                     | Num | Pilote             | Equipe                        | Tours | Temps/Écart      | Grille | Points |
| --------------------------------------------------------------------------------------- | --- | ------------------ | ----------------------------- | ----- | ---------------- | ------ | ------ |
| 1                                                                                       | 29  | Nicholas Spinelli  | Tech3 E-racing                | 7     | 12 min 32 s 726  | 2      | 25     |
| 2                                                                                       | 4   | Hector Garzo       | Dynavolt Intact GP MotoE      | 7     | + 0 s 148        | 4      | 20     |
| 3                                                                                       | 40  | Mattia Casadei     | LCR E-Team                    | 7     | + 0 s 242        | 3      | 16     |
| 4                                                                                       | 3   | Lukas Tulovic      | Dynavolt Intact GP MotoE      | 7     | + 3 s 403        | 8      | 13     |
| 5                                                                                       | 21  | Kévin Zannoni      | Openbank Aspar Team           | 7     | + 5 s 150        | 9      | 11     |
| 6                                                                                       | 55  | Massimo Roccoli    | Ongetta SIC58 Squadra Corse   | 7     | + 6 s 132        | 12     | 10     |
| 7                                                                                       | 9   | Andrea Mantovani   | Klint Forward Factory Team    | 7     | + 7 s 779        | 13     | 9      |
| 8                                                                                       | 34  | Kevin Manfredi     | Ongetta SIC58 Squadra Corse   | 7     | + 15 s 779       | 15     | 8      |
| 9                                                                                       | 7   | Chaz Davies        | Aruba Cloud MotoE Racing Team | 7     | + 15 s 837       | 16     | 7      |
| 10                                                                                      | 80  | Armando Pontone    | Aruba Cloud MotoE Racing Team | 7     | + 16 s 277       | 17     | 6      |
| 11                                                                                      | 6   | Maria Herrera      | Klint Forward Factory Team    | 7     | + 24 s 595       | 18     | 5      |
| 12                                                                                      | 11  | Matteo Ferrari     | Felo Gresini MotoE            | 7     | + 1 min 24 s 770 | 11     | 4      |
| 13                                                                                      | 72  | Alessio Finello    | Felo Gresini MotoE            | 7     | + 1 min 34 s 476 | 14     | 3      |
| Ab.                                                                                     | 61  | Alessandro Zaccone | Tech3 E-racing                | 5     | Chute            | 5      |        |
| Ab.                                                                                     | 81  | Jordi Torres       | Openbank Aspar Team           | 5     | Chute            | 7      |        |
| Ab.                                                                                     | 77  | Miquel Pons        | Axxis-MSI                     | 5     | Chute            | 10     |        |
| Ab.                                                                                     | 99  | Oscar Gutierrez    | Axxis-MSI                     | 4     | Chute            | 6      |        |
| Ab.                                                                                     | 51  | Eric Granado       | LCR E-Team                    | 1     | Chute            | 1      |        |
| Meilleur tour en course : Alessandro Zaccone (Tech3 E-racing) – 1 min 46 s 811 (tour 3) |     |                    |                               |       |                  |        |        |
| Rapport officiel                                                                        |     |                    |                               |       |                  |        |        |

### Course 2
| Pos                                                                             | Num | Pilote             | Equipe                        | Tours | Temps/Écart     | Grille | Points |
| ------------------------------------------------------------------------------- | --- | ------------------ | ----------------------------- | ----- | --------------- | ------ | ------ |
| 1                                                                               | 40  | Mattia Casadei     | LCR E-Team                    | 7     | 12 min 31 s 599 | 3      | 25     |
| 2                                                                               | 4   | Hector Garzo       | Dynavolt Intact GP MotoE      | 7     | + 0 s 066       | 4      | 20     |
| 3                                                                               | 99  | Oscar Gutierrez    | Axxis-MSI                     | 7     | + 0 s 198       | 6      | 16     |
| 4                                                                               | 51  | Eric Granado       | LCR E-Team                    | 7     | + 0 s 597       | 1      | 13     |
| 5                                                                               | 81  | Jordi Torres       | Openbank Aspar Team           | 7     | + 0 s 965       | 7      | 11     |
| 6                                                                               | 3   | Lukas Tulovic      | Dynavolt Intact GP MotoE      | 7     | + 1 s 251       | 8      | 10     |
| 7                                                                               | 21  | Kevin Zannoni      | Openbank Aspar Team           | 7     | + 1 s 343       | 9      | 9      |
| 8                                                                               | 11  | Matteo Ferrari     | Felo Gresini MotoE            | 7     | + 1 s 651       | 11     | 8      |
| 9                                                                               | 9   | Andrea Mantovani   | Klint Forward Factory Team    | 7     | + 3 s 330       | 13     | 7      |
| 10                                                                              | 55  | Massimo Roccoli    | Ongetta SIC58 Squadra Corse   | 7     | + 3 s 933       | 12     | 6      |
| 11                                                                              | 77  | Miquel Pons        | Axxis-MSI                     | 7     | + 4 s 012       | 10     | 5      |
| 12                                                                              | 61  | Alessandro Zaccone | Tech3 E-Racing                | 7     | + 4 s 061       | 5      | 4      |
| 13                                                                              | 72  | Alessio Finello    | Felo Gresini MotoE            | 7     | + 13 s 066      | 14     | 3      |
| 14                                                                              | 34  | Kevin Manfredi     | Ongetta SIC58 Squadra Corse   | 7     | + 13 s 445      | 15     | 2      |
| 15                                                                              | 7   | Chaz Davies        | Aruba Cloud MotoE Racing Team | 7     | + 15 s 782      | 16     | 1      |
| 16                                                                              | 80  | Armando Pontone    | Aruba Cloud MotoE Racing Team | 7     | + 15 s 785      | 17     |        |
| 17                                                                              | 6   | Maria Herrera      | Klint Forward Factory Team    | 7     | + 20 s 843      | 18     |        |
| Ab.                                                                             | 29  | Nicholas Spinelli  | Tech3 E-Racing                | 5     | Chute           | 2      |        |
| Meilleur tour en course : Oscar Gutierrez (Axxis-MSI) – 1 min 46 s 303 (tour 3) |     |                    |                               |       |                 |        |        |
| Rapport officiel                                                                |     |                    |                               |       |                 |        |        |

## Classements provisoires aux Championnats
Seul le top5 de chaque championnat a l’issue du Grand Prix est présenté ici.

### MotoGP
|  | Pos. | Pilote            | Points |
|  | ---- | ----------------- | ------ |
|  | 1    | Jorge Martín      | 60     |
|  | 2    | Brad Binder       | 42     |
|  | 3    | Enea Bastianini   | 39     |
|  | 4    | Francesco Bagnaia | 37     |
|  | 5    | Pedro Acosta      | 28     |

|  | Pos. | Constructeur | Points |
|  | ---- | ------------ | ------ |
|  | 1    | Ducati       | 71     |
|  | 2    | KTM          | 50     |
|  | 3    | Aprilia      | 35     |
|  | 4    | Yamaha       | 15     |
|  | 5    | Honda        | 8      |

|  | Pos. | Equipe                      | Points |
|  | ---- | --------------------------- | ------ |
|  | 1    | Ducati Lenovo Team          | 76     |
|  | 2    | Prima Pramac Racing         | 60     |
|  | 3    | Red Bull KTM Factory Racing | 58     |
|  | 4    | Aprilia Racing              | 44     |
|  | 5    | Gresini Racing MotoGP       | 40     |

### Moto2
|  | Pos. | Pilote          | Points |
|  | ---- | --------------- | ------ |
|  | 1    | Arón Canet      | 31     |
|  | 2    | Joe Roberts     | 29     |
|  | 3    | Manuel González | 27     |
|  | 4    | Sergio Garcia   | 26     |
|  | 5    | Alonso López    | 25     |

|  | Pos. | Constructeur | Points |
|  | ---- | ------------ | ------ |
|  | 1    | Kalex        | 45     |
|  | 2    | Boscoscuro   | 38     |

|  | Pos. | Equipe                        | Points |
|  | ---- | ----------------------------- | ------ |
|  | 1    | MT Helmets – MSi              | 50     |
|  | 2    | Onlyfans American Racing Team | 46     |
|  | 3    | QJMotor Gresini Moto2         | 43     |
|  | 4    | Beta Tools - Speed Up         | 38     |
|  | 5    | Fantic Racing                 | 31     |

### Moto3
|  | Pos. | Pilote             | Points |
|  | ---- | ------------------ | ------ |
|  | 1    | Daniel Holgado     | 45     |
|  | 2    | David Alonso       | 38     |
|  | 3    | Ivan Ortola        | 23     |
|  | 4    | Collin Veijer      | 21     |
|  | 5    | José Antonio Rueda | 20     |

|  | Pos. | Constructeur | Points |
|  | ---- | ------------ | ------ |
|  | 1    | Gas Gas      | 45     |
|  | 2    | CFMoto       | 38     |
|  | 3    | KTM          | 33     |
|  | 4    | Honda        | 22     |
|  | 5    | Husqvarna    | 21     |

|  | Pos. | Equipe                         | Points |
|  | ---- | ------------------------------ | ------ |
|  | 1    | Red Bull GasGas Tech3          | 56     |
|  | 2    | CFMoto Aspar Team              | 51     |
|  | 3    | Liqui Moly Husqvarna Intact GP | 33     |
|  | 4    | BOÉ Motorsports                | 26     |
|  | 5    | MT Helmets - MSI               | 23     |

### MotoE
| Pos. | Pilote            | Points |
| ---- | ----------------- | ------ |
| 1    | Mattia Casadei    | 41     |
| 2    | Héctor Garzó      | 40     |
| 3    | Nicholas Spinelli | 25     |
| 4    | Lukas Tulovic     | 23     |
| 5    | Kevin Zannoni     | 20     |

| Pos. | Equipe                     | Points |
| ---- | -------------------------- | ------ |
| 1    | Dynavolt Intact GP         | 63     |
| 2    | LCR E-team                 | 54     |
| 3    | Openbank Aspar Team        | 31     |
| 4    | Tech3 E-racing             | 29     |
| 5    | Ongetta SIC58 Squadracorse | 26     |